# Вредный производственный фактор
Вредный производственный фактор — фактор среды и трудового процесса, воздействие которого на работающего при определенных условиях (интенсивность, длительность и др.) может вызвать профессиональное заболевание, другое нарушение состояния здоровья, временное или стойкое снижение работоспособности, привести к повреждению здоровья потомства.
Вредные условия труда в РФ вносят большой вклад в высокую смертность населения трудоспособного возраста.

## Классификация вредных производственных факторов
Факторы среды условно подразделяются на:
- физические факторы (сюда иногда относят также аэрозоли (пыли) преимущественно фиброгенного действия);
- химические факторы, в том числе некоторые вещества биологической природы (антибиотики, витамины, гормоны, ферменты, белковые препараты);
- биологические факторы — микроорганизмы-продуценты, живые клетки и споры, содержащиеся в препаратах, патогенные микроорганизмы, гельминты;
- факторы трудового процесса — обстоятельства, условия, определяющие трудовой процесс: тяжесть труда и напряженность труда[5]. В некоторых классификациях это психофизиологические[6] факторы или эргономические[7] факторы.

Существуют и другие более сложные классификации.

## Защита работников
Для защиты работников от вредных производственных факторов могут использоваться разные способы, обеспечивающие разную эффективность защиты.
Вредные производственные факторы обычно подвергаются регламентации — их исключают из использования, определяют правила обращения, устанавливают уровни приемлемого риска и/или предельно допустимую концентрацию (предельно допустимый уровень — для физических факторов), ограничивают время контакта. При невозможности ограничить воздействие вредных факторов на рабочем месте с помощью изменения технологии, использования средств коллективной защиты, и организационных мероприятий — работодатель обязан (ст. 219 Трудового Кодекса) использовать сертифицированные средства индивидуальной защиты (СИЗ). Однако эффективность СИЗ, по конечному результату (снижение заболеваемости), может быть значительно меньшей, и даже отсутствовать, чем у организационно-технических мероприятий.
К сожалению, в РФ работодатели предпочитают использовать именно СИЗ, так как стимулировать их улучшать условия труда государству не удаётся. При этом интересы поставщиков СИЗ лоббируются влиятельной организацией.
Среди повреждающих эффектов воздействия вредных производственных факторов следует отметить отдаленные последствия (канцерогенное и мутагенное действие) и аллергическое действие. Наличие таких эффектов повышает требования к регламентации.

## Действие нескольких вредных факторов
В подавляющем большинстве случаев на человека воздействует несколько различных факторов производственной среды, что может быть обусловлено одновременным или последовательным присутствием нескольких химических соединений (комбинированное действие) либо действием химических и физических факторов (сочетанное действие), а также возможностью проникновения в организм несколькими путями (с воздухом, водой, пищей) одного и того же химического вещества (комплексное действие).

## Опасный производственный фактор
Существует также понятие опасный производственный фактор, но его трактовка неоднозначна, как и вопрос отнесения острой патологии к профессиональным заболеваниям или травмам. «ГОСТ 12.0.002-2014 Система стандартов безопасности труда (ССБТ). Термины и определения (межгосударственный стандарт)» рассматривает вредный производственный фактор как фактор, который сразу или впоследствии может привести к заболеванию, в том числе смертельному, что исключает использование термина опасный производственный фактор применительно к остро развившейся патологии.
OSHA трактует профессиональную опасность как потенциальный риск развития как производственных травм, так и профессиональных заболеваний.
Роспотребнадзором в 2005 году утверждено «Руководство по гигиенической оценке факторов рабочей среды и трудового процесса. Критерии и классификация условий труда. P 2.2.2006-05», в котором все факторы среды и трудового процесса разделены на допустимые, вредные и опасные по их возможному влиянию на развитие профессиональной патологии и других отклонений в состоянии здоровья.
По определению ГОСТ 12.0.003-2015 насилие на рабочем месте не является опасным производственным фактором; а по мнению специалистов МОТ — является. В ГОСТ Р 12.0.010-2009 предусматривается оценка риска насилия — для случая работы в исправительном учреждении и т. д.